# TV kartica
TV kartica je računalniška komponenta, ki računalniku omogoča sprejemanje televizijskega signala.

## Priključki na TV kartici:
- FM antena
- TV antena
- Video vhod
- Audio vhod
- Audio izhod
- S-Video (SVHS) vhod
- Kompozitni (RCA) vhod

## Kakšne TV kartice poznamo
Včasih smo vse to dobili ob nakupu TV kartice, ki je bila zasnovana na vodilu ISA. To vodilo je bilo seveda občutno prepočasno, zato je bilo treba kartico s posebnim notranjim (vzporednim) kablom povezati z grafično kartico in na ta način zaobiti počasnost vodila. Žal tako povezovanje ni bilo standardno, zato so nekatere TV kartice delovale le z natančno določenimi grafičnimi karticami. Bolj univerzalne so bile tiste, ki so jih z grafično kartico povezali po zunanji strani, prek vtičnic VGA, vendar je bila prikazana slika na njih manj ostra. Danes imamo dve vrsti TV »kartic« – kartice PCI in zunanje naprave, ki jih z računalnikom povežemo prek vmesnika USB 2.0. Včasih so se izdelovalci trudili tudi s povezovanjem prek veliko počasnejšega vmesnika USB 1.1, vendar jim to ni najbolje uspevalo – slika je bila največkrat preveč »kockasta« in izmaličena. Pričakovati je, da bodo tovrstne kartice v prihodnosti uporabljale vodilo PCI Express.

## Dekodiranje
Nekatere TV kartice imajo že vgrajen dekodirnik digitalnih signalov, tiste ki pa še dekodirnika nimajo vgrajenega pa lahko digitalne signale spremljajo če priklopijo dekoder.
Kaj pravzaprav potrebujemo, da lahko na računalniškem zaslonu gledamo televizijski program? V prvi vrsti seveda strojno opremo, ki zna odkodirati antenski signal (t. i. uglaševalnik ali »tuner«) in strojno/programsko opremo, ki zna tako odkodiran signal »spraviti « do operacijskega sistema in na zaslon. Potrebujemo tudi ustrezno programsko opremo, ki omogoča enostavno in intuitivno preklapljanje med programi in nastavljanje osnovnih parametrov slike: svetlost, kontrast, glasnost in podobno. Kot nekakšen dodatek (ki pa ga imajo vsi sistemi) lahko štejemo še možnost prikazovanja video signala, ki ga v napravo speljemo neposredno, prek kompozitne ali S-Video vtičnice.

## TV sprejem
Analogni + digitalni DVB-T

Seveda tako osnovnih TV kartic, kot smo jih opisali zgoraj, že dolgo ni več mogoče kupiti. Prav vse »že od nekdaj« omogočajo tudi neko vrsto snemanja TV/video programa na disk. Velja pa se spomniti, da osebni računalniki niso »od nekdaj« tako hitri, da bi bili sposobni zajemati, digitalizirati in stisniti poln signal PAL (756 × 576 pik, 25 slik na sekundo). Pred desetimi leti so tudi najzmogljivejši modeli zajemali le v ločljivosti 320 × 240 pik in s hitrostjo 15 slik na sekundo. O formatu zapisa MPEG je bilo takrat mogoče le sanjati, tako da se je večinoma uporabljal MotionJPEG ali kak drug način stiskanja, ki iz računalnika ni iztisnil še zadnje kaplje moči. Poleg tega so bili diski takrat še majhni, zato so bili končni izdelki zelo stisnjeni in zelo slabe kakovosti. Danes so časi drugačni in prav vse TV kartice, ki smo jih preizkusili, snemajo v formatu MPEG-2 ali v katerem izmed nameščenih kodekov, največkrat kar DivX. Če je računalnik dovolj hiter, je tako snemanje povsem zvezno in brez izpuščenih slik, ki so bile včasih stalnica podobnih poizkusov. Snemanje v MPEG-2 postaja priljubljeno zaradi razširjenosti zapisovalnikov DVD (zapis DVD Video temelji na MPEG-2), snemanje v DivX pa zaradi veliko manjših datotek, ki jih na ta način dobimo. In nenazadnje, DivXu se obeta približno taka podprtost kakor glasbenemu formatu MP3 – skoraj že težko najdemo glasbeno ali DVD video napravo, ki bi ga ne podpirala. Ker imajo vse TV kartice tudi video vhod (kompozitni ali S-Video), lahko z njimi bolj ali manj kakovostno digitaliziramo tudi stare VHS kasete (ali posnetke z analognimi kamerami). Nekatere (redke) TV kartice imajo snemanje programa urejeno le zelo osnovno – nastavimo format in pritisnemo gumb za snemanje. Večina ima vendarle omogočeno tudi časovno nastavljeno snemanje, ki pride prav, ko si želimo posneti določeno oddajo. Vendar pa bodo nekateri (predvsem ljubitelji programa RTV Slovenija) pogrešali podporo signalu VPS,
ki omogoča natančno snemanje tudi tedaj, ko se predvajanje programa zamakne za več minut ali celo dlje. Tega ne podpira nobena kartica izmed preizkušenih. Vendar pa nekatere podpirajo veliko več – povezavo s spletnimi televizijskimi programi, ki omogočajo še lažje in natančnejše snemanje. Slovenski programi seveda (prav nič presenetljivo) na takih programih niso podprti. Od snemanja programa je le še (zmogljivostni) korak do snemanja v ozadju (»time shifting«). Ideja je preprosta in jo zmogljivi diskovni videorekorderji izvajajo že nekaj let – TV kartica (oz. program) med predvajanjem video signal vedno tudi snema (v kakovosti, ki jo nastavimo), ne da bi to morali posebej vklopiti.

## Izdelovalci TV kartic
- Anubis
- Artech
- Askey
- ASUS
- ATI Technologies
- AVerMedia Technologies
- Dell
- D-Link
- DViCO
- Elgato
- EXCEL Cinema
- eVGA
- GALAXY Technology
- Geniatech
- Gigabyte Technology
- Guillemot
- Hauppauge Computer Works